# 沙石镇
沙石镇，是中华人民共和国江西省赣州市章贡区下辖的一个乡镇级行政单位。

## 行政区划
沙石镇下辖以下地区：
沙石社区、火燃村、吉埠村、楼梯村、霞峰村、埠上村、沙石村、南田村、东风村、新圩村、双桥村、石角村、龙埠村、新建村、龙岗村、王田村、下茹村、甘霖村和峰山村。

## 交通
- 京九铁路：赣州南站